# Cece
Cece nagyközség Fejér vármegyében, a Sárbogárdi járásban.

## Fekvése
A település a Sárvíz mellett fekszik; a közvetlenül határos települések: észak felől Sárbogárd, északkelet felől Alap, kelet felől Alsószentiván, délkelet felől Németkér és Bikács, dél felől Vajta, délnyugat felől Pálfa, nyugat-északnyugat felől Sáregres, északnyugat felől pedig Sárbogárd. Nyugat felől a legközelebbi település Simontornya, de közigazgatási területeik (nagyon kevés híján) nem érintkeznek.

### Megközelítése
Két főút találkozásánál fekszik: a 63-as főút mentén Sárbogárd és Szekszárd között, illetve a 61-es főút mellett Dunaföldvár és Simontornya között; így közúton minden említett város felől könnyen megközelíthető. Pakssal és Németkérrel a 6231-es út kapcsolja össze.
A hazai vasútvonalak közül a MÁV 46-os számú Rétszilas–Bátaszék-vasútvonala érinti, melynek egy megállási pontja van a határai között. Cece vasútállomás a vonal állomásainak viszonylatában Rétszilas vasútállomás és Vajta vasútállomás között található; fizikailag a belterület nyugati szélén helyezkedik el, közúti elérését a 61-es főútból, annak vasúti keresztezése közelében észak felé kiágazó 63 308-as számú mellékút (települési nevén Vasút utca) biztosítja.

## Története
A község alapítását és elnevezését valószínűleg a Szent István halála utáni évtizedekben letelepedett besenyőknek köszönheti. A település nevét Czecze nevű birtokosáról kapta. III. Béla egy 1193-ban kelt oklevele említi először. 1351-ben I. Lajos király a település eladdig a besenyő ispán alá tartozó szabad elemeinek kollektív nemességet adományozott. A jellegzetes kisnemesi falu 1701-ben a Meszlényi családé lett. A lakosság főként földműveléssel és állattartással foglalkozott, nagyobb része ma is a mezőgazdaságból él. Híres terményük a cecei paprika és a görögdinnye.
Az 1910-es népszámlálás szerint Czeczének 3690 lakosa volt, ebből 1907 református, 1617 római katolikus és 83 evangélikus vallásúnak vallotta magát.

## Közélete

### Polgármesterei
- 1990–1994: Kovács László (független)[6]
- 1994–1998: Kovács László (független)[7]
- 1998–2002: Kovács László (független)[8]
- 2002–2006: Varga Gábor (Fidesz)[9]
- 2006–2010: Varga Gábor (Fidesz)[10]
- 2010–2014: Varga Gábor (Fidesz)[11]
- 2014–2019: Fazekas Gábor (független)[12]
- 2019–2024: Fazekas Gábor (független)[13]
- 2024– : Varga János (független)[1]

## Népesség
A település népességének változása:
| Lakosok száma | 2589 | 2597 | 2589 | 2630 | 2528 | 2529 | 2505 |
|               | 2013 | 2014 | 2015 | 2021 | 2022 | 2023 | 2024 |

A 2011-es népszámlálás során a lakosok 87,6%-a magyarnak, 3,6% cigánynak, 0,3% németnek, 0,2% szerbnek mondta magát (12,4% nem nyilatkozott; a kettős identitások miatt a végösszeg nagyobb lehet 100%-nál). A vallási megoszlás a következő volt: római katolikus 34,3%, református 33,8%, evangélikus 0,1%, felekezeten kívüli 3,6% (27,5% nem nyilatkozott).
2022-ben a lakosság 93%-a vallotta magát magyarnak, 4,4% cigánynak, 0,2% németnek, 0,1-0,1% örménynek és románnak, 2,1% egyéb, nem hazai nemzetiségűnek (6,8% nem nyilatkozott; a kettős identitások miatt a végösszeg nagyobb lehet 100%-nál). Vallásuk szerint 28,3% volt római katolikus, 28,2% református, 0,4% evangélikus, 0,1% görög katolikus, 1% egyéb keresztény, 1,2% egyéb katolikus, 9,8% felekezeten kívüli (31% nem válaszolt).

## Nevezetességei

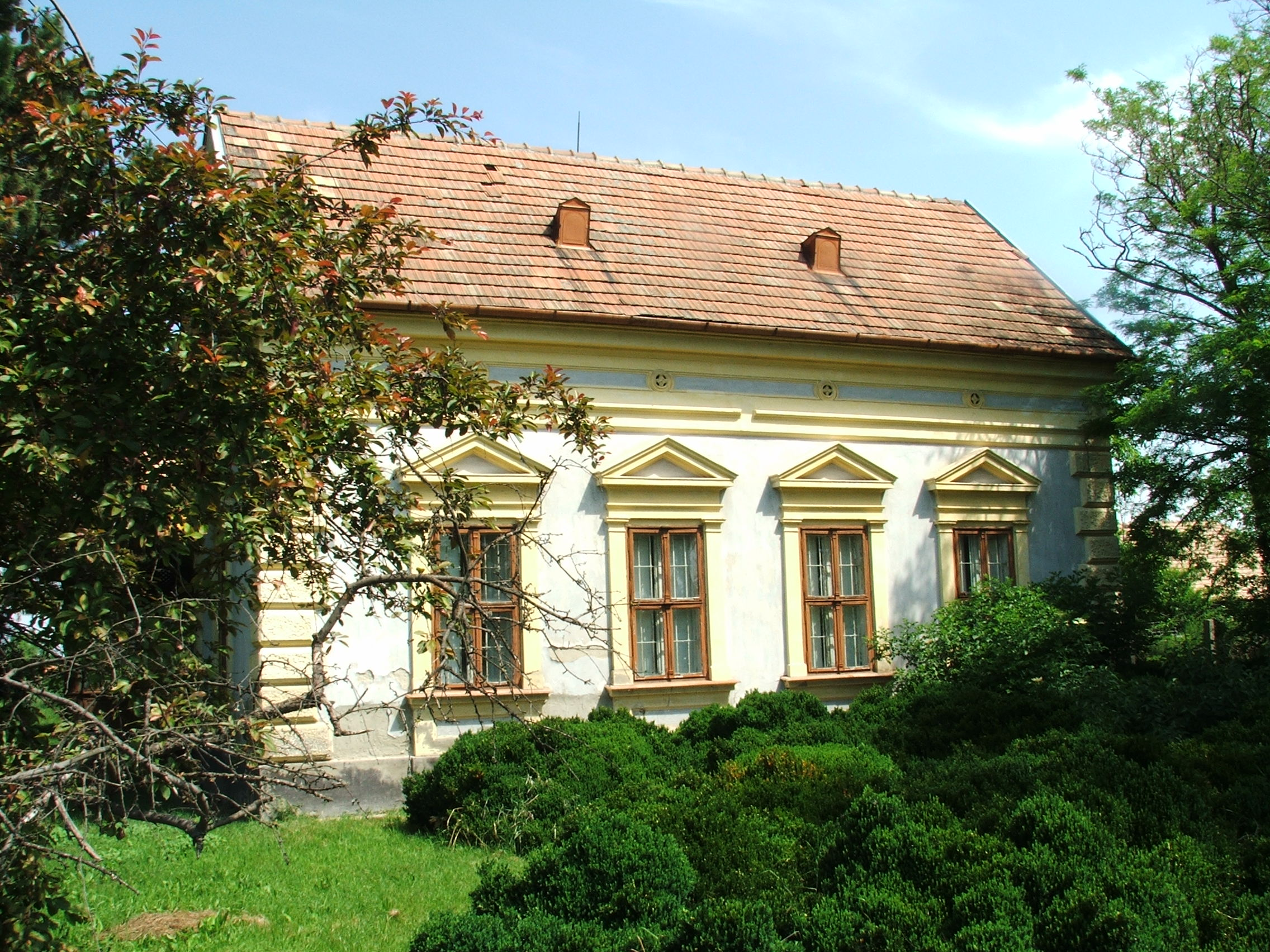
Csók István Emlékmúzeum

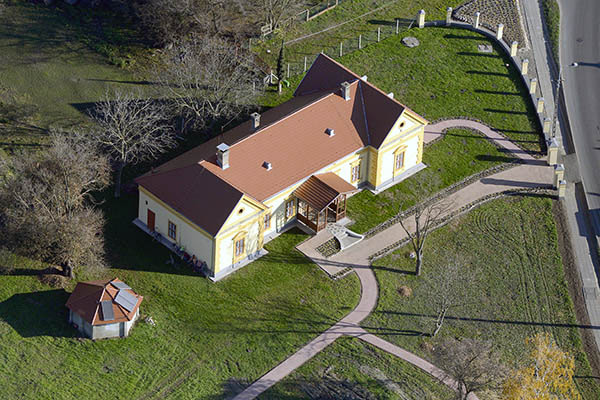
Csók-Szluha-Kiss kúria (Az Emlékmúzeum légi felvétele)

- Csók István Emlékmúzeum

A Sáregresen született Csók István (1865–1960) Kossuth-díjas festőművész szüleinek Cecén 1890 körül épült egykori kúriájában őrzik több festményét, személyes tárgyait és a család bútorait.
- Mezőgazdasági Tájmúzeum

A Fisi család XIX. századi épülete ma tájház, ahol mezőgazdasági munkaeszköz-történeti kiállítás tekinthető meg.

## Híres emberek, akik a településhez kötődnek
- Itt született 1837. május 28-án Kulifay Elek magyar református lelkész, egyházszervező.
- Itt született Grünwald Dezső, 1946 után Csákány Dezső (1893–1963) orvos, Csákány György (1920–2003) radiológus apja, Csákány M. György (1946–2002) szülész-nőgyógyász és Csákány Zsuzsa (1946) filmvágó nagyapja.
- Itt született 1921. november 7-én Horváth János közgazdász, politikus, országgyűlési képviselő, akit itt is helyeztek végső nyugalomra, 2019. december 19-én.[16]
- Itt született 1933. május 14-én Kovács László, az Egyesült Államokba kivándorolt világhírű magyar származású operatőr.